# Bureau Township (Illinois)
Bureau Township est un township du comté de Bureau dans l'Illinois, aux États-Unis,. 